# Comuna Onațkivți, Polonne
Onațkivți (în ucraineană Онацьківці) este o comună în raionul Polonne, regiunea Hmelnîțkîi, Ucraina, formată din satele Hrabuzna și Onațkivți (reședința).

## Demografie
Componența lingvistică a comunei Onațkivți
     Ucraineană (98,66%)
     Rusă (1,2%)
     Alte limbi (0,13%)
Conform recensământului din 2001, majoritatea populației comunei Onațkivți era vorbitoare de ucraineană (98,66%), existând în minoritate și vorbitori de rusă (1,2%).